# Усмирение шахты «Вуек»
Усмирение шахты «Вуек» (пол. Pacyfikacja kopalni Wujek) — подавление забастовки рабочих польской угольной шахты «Вуек» 16 декабря 1981 года на начальном этапе военного положения в ПНР. Совершено силами ЗОМО и милиции при армейской поддержке. Сопровождалось силовым столкновением, вооружёнными насилием, гибелью девяти забастовщиков, большим количеством раненых, арестами членов забастовочного комитета Солидарности. Вызвало массовое негодование в обществе. Несмотря на успешное осуществление, в перспективе подорвало систему власти военного режима и компартии ПОРП. В современной Польше считается коммунистическим преступлением, действия рабочих объявлены достойными и законными, исполнители подавления осуждены.

## Контекст событий
13 декабря 1981 года в Польше было введено военное положение. Власть перешла в руки Военного совета национального спасения (WRON) во главе с генералом Войцехом Ярузельским. Председатель WRON одновременно занимал посты первого секретаря ЦК ПОРП и председателя Совета министров ПНР. Задачей военного режима являлось сохранение власти номенклатуры ПОРП, подавление оппозиции, прежде всего профсоюза Солидарность, и на этой основе стабилизация положения в стране.
Первые же директивы WRON, запрещали забастовки и вводили милитаризацию базовых отраслей промышленности. На предприятия рассылались военные комиссары. Рабочие этих отраслей, в том числе угледобывающей, объявлялись призванными на военную службу. Фактически запрещалась деятельность «Солидарности» и тем более оппозиционных политических организаций. Почти 10 тысяч профсоюзных и политических активистов были интернированы, многие арестованы.
Среди оплотов «Солидарности» были шахтёры Силезии. Катовицкий воеводский профцентр во главе с Анджеем Розплоховским принадлежал к самым активным и радикальным. Угольная шахта «Вуек» являлась одним из опорных предприятий «Солидарности» в Катовице.

## Забастовка и переговоры
Примерно в час ночи 13 декабря был арестован председатель профкома «Солидарности» шахты «Вуек» Ян Людвичак (он заранее числился в арестных списках госбезопасности как опасный «экстремист»). Двое шахтёров, пришедшие ему на помощь, были жестоко избиты. Эта информация быстро дошла до шахты. Рабочие ночной смены возмутились. Вскоре телевидение и радио передали обращение генерала Ярузельского, в котором говорилось о введении военного положения. На шахте зазвучали призывы к сопротивлению. В первую очередь выдвигалось требование освободить Людвичака. Капеллан профорганизации ксёндз Генрик Больчик отслужил мессу на шахте.
Утром 14 декабря собрание коллектива приняло решение не приступать к работе до освобождения Людвичака. Был избран забастовочный комитет под председательством горняка-активиста Станислава Платека. Сформирована делегация для переговоров с военным комиссаром WRON полковником Вацлавом Рымкевичем. В её состав вошли шахтёры Станислав Платек, Адам Сквира и Ежи Вартак.
Переговоры с Рымкевичем не дали результатов. Шахтёры требовали освобождения Людвичака, полковник — немедленного возобновления работы и полного подчинения военным властям (при этом он подчёркивал, что цель WRON — избежать иностранного вмешательства и нового раздела Польши). Забастовка продолжалась. По мере поступления информации расширялся список шахтёрских требований. Забастовочный комитет добивался не только освобождения своего лидера, но и отмены военного положения, прекращения преследований «Солидарности».
Забастовщики ещё не осознавали в полной мере жёсткость сложившейся ситуации. Их действия и требования не выходили за рамки Ястшембского соглашения и понимались как законные. Они полагали, будто WRON и его местные представители учтут этот правовой аспект. Силовое вмешательство не ожидалось. К польской армии сохранялось доверие. Рабочие считали, что времена политического насилия ушли в прошлое и любой конфликт может быть разрешён на основе взаимоприемлемых договорённостей.
Шахта «Вуек» расположена в городской черте Катовице. Вести о происходящем быстро распространились. Жители выражали бастующим солидарность и поддержку, снабжали едой и тёплой одеждой.

## Подготовка подавления
Власти рассматривали шахтёрские забастовки как серьёзную опасность. Первоначальный приказ обеспечить бесперебойное функционирование силезских угольных шахт отдал член WRON и министр горнодобычи и энергетики генерал Чеслав Пиотровский. Он оценил ситуацию как критическую: дефицит угля способен привести к краху режима.
Вечером 15 декабря в Катовице собралось заседание Воеводского комитета обороны. В условиях военного положения к этому органу перешли функции чрезвычайного управления Катовицким воеводством. Решением комитета был создан Оперативный штаб по пресечению забастовок. Местный партаппарат однозначно выступал за силовой вариант. С 1980 года в ПОРП существовало понятие Катовицкий партийный форум (KFP) — группировка сторонников жёсткого курса, тотального партийного контроля, репрессивного подавления «Солидарности». Расправу с забастовщиками «Вуек» ортодоксальные функционеры рассматривали как этап к установлению собственного политического доминирования.
Начальником штаба был назначен воеводский комендант милиции полковник Ежи Груба. Полковник Груба, член воеводского комитета ПОРП, был известен партийной ортодоксальностью и жёсткой позицией в отношении «Солидарности». Первый заместитель коменданта полковник Зыгмунт Барановский возглавлял региональное управление Службы госбезопасности, заместитель коменданта подполковник Мариан Окрутны командовал подразделениями ЗОМО. Армию представляли начальник воеводского войскового штаба генерал Ян Лазарчик, его заместитель полковник Пётр Гембка и полковник Чеслав Пекарский. От гражданских властей в усмирении участвовали воевода Катовице Генрик Лихось (он, однако, был отстранён от должности 15 декабря) и вице-президент (вице-мэр) Катовице Ежи Циран. Оперативный план подготовили полковник Барановский и руководитель IV отдела регионального управления СБ майор Эдмунд Перек.
Политическую санкцию дал первый секретарь Катовицкого воеводского комитета ПОРП Анджей Жабиньский — видный деятель «партийного бетона», покровитель KFP и сторонник советского военного вторжения в Польшу (хотя и подписавший 3 сентября 1980 Ястшембское соглашение). В Варшаве ситуацию держал на контроле министр внутренних дел ПНР генерал Чеслав Кищак.
Против забастовки на шахте «Вуек» были мобилизованы пять рот ЗОМО, одна рота НОМО (милицейские резервисты), две роты ОРМО (партийные резервисты), три армейских мотострелковых роты и одна армейская танковая рота. Численность задействованных милицейских сил составляла в общей сложности 1471, численность армейских — 760. Каждому бойцу были выданы по 60 боевых патронов и 60 холостых. В усиление приданы 22 танка и 44 БМП. Общее командование осуществлял подполковник ЗОМО Казимеж Вильчиньский.
В медицинский центр Катовице пришло указание срочно освободить койки под приём раненых. Оставить на стационарном лечении разрешалось только лежачих больных.
В тот же день горняки шахты «Вуек» узнали о силовом подавлении ЗОМО забастовок на шахте Июльский манифест и на шахте Сташиц. Забастовщики начали готовиться к обороне. Были сформированы патрульные отряды, вооружившиеся дубинками, лопатами, молотками, гидравлическими шлангами, длинными металлическими прутьями. Численность этих отрядов составляла 500—700 человек, общее количество участников забастовки достигало примерно 1700 (по другим данным, доходило до трёх тысяч).
Ксёндз Больчик снова отслужил мессу (к нему стали обращаться за отпущением грехов — что о многом говорило уже и само по себе). Оккупацию шахты предполагалось начать немедленно. Однако полковник Груба распорядился выжидать, пока на шахте не закончится месса. Демонстративный конфликт с польской католической церковью был для властей крайне нежелателен.

## Ультиматум
16 декабря 1981 года около 9:00 на шахту «Вуек» прибыл полковник Гембка в сопровождении вице-мэра Цирана и директора предприятия Мацея Зарембы. Гембка напомнил, что его отец был шахтёром, и выступил перед коллективом. Полковник в очередной раз потребовал прекратить забастовку. В ответ шахтёры запели польский католический гимн Boże, coś Polskę.
Рабочие готовы были иметь дело с военными и соглашались пустить на шахту армейскую часть. Однако Гембка однозначно заявил: войдёт милиция. Это шахтёры категорически отвергли, посчитав даже оскорблением: «Здесь не преступники!» Милиция и ЗОМО имели в Польше весьма одиозную репутацию.
Гембка предъявил ультиматум: разойтись до 11:00, иначе будет применена сила. Через полчаса с шахты ушли все женщины. Подполковник Вильчиньский начал подготовку к штурму. В 10:00 силы ЗОМО заняли позиции к атаке. Военно-милицейский заслон отрезал шахту от города.

## Бой на шахте
В 10:30 началась «зачистка передовой линии» (этот план был подготовлен штатским Цираном, знавшим расположение объектов шахты). Штурм начался за несколько минут до 11:00 — срока, обозначенного в ультиматуме Гембки. Против собравшейся толпы шахтёрских семей были применены водомёты и слезоточивый газ. Танки пробили брешь в железном ограждении шахты. Под армейским танковым прикрытием начался прорыв ЗОМО.
Перед механической мастерской танк натолкнулся на шахтёрскую баррикаду. Бойцы ЗОМО массированно применили светошумовые боеприпасы. Баррикада была снесена подошедшими танками и бронемашиной. В нескольких местах — у мастерской, у котельной, у спуска в забой — начались столкновения. Шахтёры забрасывали ЗОМО тяжёлыми предметами, отбросили милицейский отряд, наступавший со стороны железнодорожных ворот. ЗОМО оказались не готовы к упорному сопротивлению и отступили. Два милицейских офицера и один рядовой ЗОМО попали в плен к горнякам.
Информация о ходе событий постоянно доводилась до полковника Грубы. Около полудня Груба через Владислава Цястоня вышел на министра Кищака. Он сообщил об «опасности для жизни и здоровья сотрудников милиции» и запросил санкцию на применение оружия. Но Кищак распорядился отступить, взять шахту в плотное оцепление, продумать дальнейшие действия, представить план и ждать указаний. Это распоряжение одобрил генерал Ярузельский. На запрос Вильчиньского о стрельбе по забастовщикам Груба отвечал «Ждите приказа». Тогда Вильчиньский дал понять, что разрешения открыть огонь требуют его бойцы и в противном случае он не гарантирует повиновения.
Ход событий вышел из-под контроля. В 11:40 полковник Груба отдал приказ «жёстко атаковать». Около 12:30 на шахту прибыл спецвзвод ЗОМО под командованием сержанта Ромуальда Цесляка. Спецназовцы не имели обычный экипировки (щиты, дубинки), но были вооружены пистолетами-пулемётами PM-63 RAK с полным боезарядом. Цесляк отдал команду стрелять на поражение. Было произведено 156 выстрелов. Пять шахтёров у котельной убиты на месте, ещё четверо смертельно ранены.
Сложилась довольно странная ситуация: приказ сержанта ЗОМО оказался весомее приказа министра внутренних дел и всей начальственной вертикали. При этом за нарушение запрета никто не понёс наказания. Более того, некоторые из нарушителей, прежде всего Груба, вскоре были повышены в должностях и званиях.
Станислав Платек отмечал как большую удачу, что трое пленных не подверглись линчеванию. Офицеров оставили в закрытом помещении, рядового вытолкнули перед мёртвыми и угрюмо молчащей толпой, с ним случилась истерика. Но забастовщики вынуждены были уступить превосходящей силе противника. К 12:45 сопротивление прекратилось.
В 14:00 на шахте вновь появился полковник Гембка — встреченный возгласами «Бандит! Убийца! Гестапо!» Он снова встретился с шахтёрами в помещении горноспасательной станции, где увидел мёртвые тела. Забастовочный комитет предъявил новые требования: немедленно вывести с шахты милицию, обнародовать информацию о происшедших событиях, назвать имя командовавшего милицейским штурмом. Гембка пообещал вывод милиции, но все остальные требования назвал нереальными.
Затем Гембка позвонил полковнику Грубе. Узнав о стрельбе и убитых, Груба потерял сознание. Очнувшись, он отрапортовал Кищаку, сделав упор на сопротивлении шахтёров, опасности для жизни милиционеров и успешном завершении сложной операции. Гембка посетил совещание в воеводской комендатуре, которое вёл Барановский. Обсуждался план новой атаки на шахту. Гембка сделал сообщение о схватке и жертвах, после чего положил на стол свой пистолет — в знак отказа от участия в дальнейшем насилии.
Около 17:30 полковник Гембка пришёл на шахту в третий раз. Он потребовал прекратить забастовку и разойтись без каких-либо условий. Примерно к 20:00 все шахтёры покинули «Вуек».

## Жертвы
В столкновении на шахте «Вуек» 16 декабря 1981 погибли 9 человек:
- Збигнев Вильк, 30 лет
- Йоахим Гнида, 29 лет
- Юзеф Чекальский, 48 лет
- Юзеф Гиза, 24 года
- Рышард Гзик, 35 лет
- Богуслав Копчак, 28 лет
- Анджей Пелка, 19 лет
- Зенон Зайонц, 22 года
- Ян Стависиньский, 21 год

Все они были рабочими шахты «Вуек» и членами профсоюза «Солидарность».
Вильк, Чекальский, Гиза, Гзик, Копчак, Зайонц скончались 16 декабря, Пелка — на следующий день, Стависиньский и Гнида — в январе. Во всех случаях причиной смерти стали огнестрельные ранения.
В столкновении 16 декабря были ранены 23 забастовщика (по другим данным, 47) и 41 милиционер (11 из них тяжело).
Госбезопасность и милиция практически сразу начали аресты лидеров забастовки. Они предстали перед судом Силезского военного округа. Вердикт был вынесен 9 февраля 1982 года: Станислав Платек, признанный главным зачинщиком, приговорён к 4 годам заключения, Ежи Вартак — к 3 годам 6 месяцам, Адам Сквира и Мариан Глух — к 3 годам каждый. Трое обвиняемых осуждены условно, один оправдан.

## Последствия и значение
За период военного положения с 13 декабря 1981 по 22 июля 1983 года в Польше погибли более ста человек. Но усмирение шахты «Вуек» было самым большим единовременным кровопролитием и отличалось особым драматизмом. Фактически произошёл бой с массированным применением огнестрельного оружия и бронетехники. Власти ПНР вынуждены были признать факт и выразить подобие сожаления. На заседании секретариата ЦК ПОРП 19 декабря Войцех Ярузельский сказал о «сожалении и предостережении» со стороны WRON, Политбюро ЦК ПОРП и правительства ПНР. В то же время он дал понять, что не считает нужным проводить тщательное расследование. 22 декабря на заседании Политбюро Ярузельский выразил генералу Кищаку, министру обороны генералу Сивицкому, армии, милиции и госбезопасности «благодарность за трудную операцию по защите социалистического государства».
Формальное расследование провела военная прокуратура ПНР. Заместитель военного прокурора Гливице подполковник Витольд Конажевский возбудил уголовное дело. 20 января 1982 года дело было закрыто: применение оружия квалифицировано как законное и обоснованное, вина за происшедшее возложена на горняков.
Происшедшее вызывало в правящей верхушке нервозность и опасения. Высшее руководство ПНР рассчитывало избегать кровопролития. Были приняты меры к тому, чтобы не допустить повторения. (На шахте «Земовит» события развивались тревожным образом, но военный комиссар подполковник Шевелло под свою ответственность приказал войскам с бронетехникой отступить — дабы не повторить трагедию «Вуека».) Воеводой Катовице с большими полномочиями был назначен уважаемый в стране генерал Роман Пашковский — участник обороны Польши 1939, репрессированный при режиме Берута. Он попытался урегулировать ситуацию, встретился с шахтёрскими представителями и пообещал, что «в Силезии больше не прольётся кровь». С должности первого секретаря воеводского комитета ПОРП был снят Анджей Жабиньский — сторонник самого жёсткого курса, вплоть до устранения Ярузельского и советской оккупации Польши (по модели «братской помощи Чехословакии» 1968). Его сменил гораздо более умеренный сторонник Ярузельского Збигнев Месснер. Отстранение Жабиньского позволило Ярузельскому «призвать к порядку „партийный бетон“» — группировку Милевского—Ольшовского—Грабского.
С другой стороны, расправа над забастовщиками достигла тактического результата. Власть показала готовность и способность выступать с позиции военной силы. Демонстративная решимость в подавлении возымела действие — протестная активность снизилась. Проблемный для режима Силезский шахтёрский регион стал более контролируемым — что и входило в изначальную задачу. Но тактический успех обернулся крупнейшим стратегическим проигрышем: нападение на шахтёров, их сопротивление и расправа над ними вызвали массовое негодование, отторжение властей и солидарность с «Солидарностью».
Уже 17 декабря информацию о событиях передала польская редакция Радио Свободная Европа. Насилие и убийства на шахте «Вуек» вызвали негодование мировой общественности. Возмущение высказывали даже западноевропейские коммунисты. Газета Коммунистической партии Великобритании Morning Star писала о «глубокой печали рабочих всего мира». Газета Итальянской коммунистической партии L’Unità отмечала, что «власти ПНР называли военное положение единственным способом предотвратить худшее — но именно сейчас пролилась кровь». Коммунистическая партия Испании в официальном заявлении осудила расстрел рабочих и провела косвенную параллель между военным режимом ПНР и диктатурой Франко.
События были замечены и в СССР. Советские пропагандистские органы отразили трагическую гибель горняков шахты «Вуек», но возложили ответственность на «антисоциалистические силы, спровоцировавшие беспорядки». При этом в советских источниках говорилось о семи, а не девяти убитых. Однако эта неточность была распространена: сокрытие достоверной информации приводило и к преуменьшениям, и к преувеличениям (иногда говорилось и о 66, и даже о сотнях убитых).
В декабре 1986 года была проведена акция памяти событий и погибших на шахте «Вуек». Участников арестовали, но был создан комитет, занявшийся сбором средств на памятник и на помощь семьям погибших.

## Судебные процессы в Республике Польша
Тщательное расследование трагедии на шахте «Вуек» началось после смены общественно-политического строя Польши. В 1991 году парламентская комиссия Яна Рокиты установила виновных — таковыми были названы тогдашний воеводский комендант милиции Ежи Груба, его заместители Зыгмунт Барановский, Мариан Окрутны, Казимеж Кудыбка, командир ЗОМО Казимеж Вильчиньский, командир спецвзвода ЗОМО Ромуальд Цесляк. Но вывод парламентской комиссии не означал юридического преследования.
Первоначально к уголовной ответственности были привлечены 24 человека. Все они в декабре 1981 были бойцами и офицерами ЗОМО, причём нижнего звена — непосредственные участники подавления. В 1997 году суд оправдал подсудимых — за отсутствием доказательств конкретной вины. Вердикт был опротестован Апелляционным судом, дело направлено на повторное рассмотрение. В 2001 году обвиняемые вновь были оправданы на тех же основаниях. Последовал новый протест и третье рассмотрение дела. Обвиняемые держались вызывающе, вину не признавали, имитировали забывчивость, применённое насилие объясняли выполнением приказа и угрозой, исходившей от забастовщиков. Всю вину возлагали на руководителей операции — полковника Грубу и полковника Барановского, которых к тому времени не было в живых. Делались недвусмысленные намёки на то, что стрельбу вели военные, которых прокуратура, депутаты и суд сознательно выгораживают. Оправдательные приговоры вызвали возмущение в обществе.
Третье рассмотрение окружным судом Катовице началось в 2004 году. Перед судом предстали 17 чинов бывшей ЗОМО: Мариан Окрутны, Ромуальд Цесляк, Рышард Гаик, Анджей Билевич, Мацей Шульц, Гжегож Влодарчик, Антоний Нич, Генрик Хубер, Збигнев Врубель, Юзеф Рак, Гжегож Бердын, Марек Майдак, Эдвард Ратайчик, Бонифаций Варецкий, Гжегож Фуртак, Кшиштоф Ясиньский, Теопольд Войтысяк. Дело о расстреле рабочих на шахте «Вуек» рассматривалось как коммунистическое преступление. Одновременно рассматривалось подавление забастовки на шахте «Июльский манифест».
Все обстоятельства дела были тщательно изучены. Выслушаны свидетельские показания Войцеха Ярузельского, Чеслава Кищака, Леха Валенсы, Збигнева Буяка, многих участников событий с обеих сторон, группы инструкторов-альпинистов, которые тренировали бойцов ЗОМО. Окончательный приговор оглашён 31 мая 2007 года.
Цесляк приговорён к 11 годам заключения; Гаик и Билевич — к 3 годам; Шульц, Влодарчик, Нич, Хубер, Врубель, Рак, Бердын, Майдак, Ратайчик, Варецкий, Фуртак, Ясиньский — к 2,5 годам; Войтысяк освобождён по амнистии; Окрутны оправдан за недостаточностью улик. 22 апреля 2009 год Верховный суд Польши отклонил кассационные жалобы. Обвинительные вердикты вступили в законную силу. 
После вынесения вердикта Станислав Платек назвал приговор справедливым. Он заявил, однако, что на скамье подсудимых должны были присутствовать, хотя бы по офицерской чести, не только непосредственные участники расстрела шахтёров, но и их начальники полковник Вильчиньский, генерал Груба, и руководители режима военного положения генералы Ярузельский, Кищак, Цястонь, Бейм.
В отдельное производство было выделено дело Чеслава Кищака. Его процесс длился с 1994 по 2011 год. Кищак настаивал, будто категорически запретил применять оружие, но не смог проконтролировать действия подчинённых. Эти показания бывшего министра подтвердил Войцех Ярузельский. Ответственность за кровопролитие оба возлагали на покойного Ежи Грубу. В то же время и сам Груба незадолго до смерти, и его заместитель Окрутны утверждали, что военные тоже вели огонь по шахтёрам и не имеют оснований перекладывать всю вину на милицию. В 2011 году суд оправдал Кищака — убийство девяти шахтёров было квалифицировано как «непреднамеренное деяние», по которому истёк срок давности.
Сроки заключения были значительно сокращены в связи с рядом амнистий. Наказание отбывалось в весьма льготных условиях (дневная работа в социальных учреждениях, частые отпуска и т. п.). Почти все осуждённые освободились досрочно. Журналисты отметили такую деталь: освобождение Цесляка пришлось на День шахтёра.
Основанием для обвинительного приговора являлась доказанная непосредственная причастность к кровопролитию. Поэтому осуждены были только нижние чины, от рядового до сержанта. Сравнительная мягкость приговоров (кроме Цесляка, отдавшего команду) объяснялась трудностью с установлением причин гибели — кто именно из стрелявших нанёс смертельное ранение.
Без чёткого ответа остались принципиальные вопросы: кто направил на «Вуек» спецвзвод ЗОМО, предназначенный для жёстких спецопераций со стрельбой боевыми, и кто санкционировал применение оружия. Судья Моника Сливиньская признала, что приговор «не полностью удовлетворяет общественное чувство справедливости». Она объяснила это тем, что «механизмы принятия решений при военном положении, а также основания для применения огнестрельного оружия против бастующих рабочих, вероятно, никогда не прояснятся полностью». Существуют предположения, что «беспомощность правосудия» в таких ситуациях связана с негласными договорённостями о персональных гарантиях, достигнутыми на переговорах в Магдаленке и Круглом столе.
В то же время участники забастовки положительно оценили вердикт Катовицкого суда. Станислав Платек назвал его завершением долгого пути к справедливости. Участник событий член забастовочного комитета «Вуек» Кшиштоф Плющик подчеркнул, что цель состоит не в суровости наказания, а в принципиальном осуждении, и это было достигнуто.
13 декабря 2019 год был осуждён на 3,5 года заключения ещё один боец спецвзвода ЗОМО, участвовавший в расстреле забастовщиков (в открытых источниках он представлен как Роман С.). Он успел эмигрировать из Польши, тридцать лет жил в ФРГ, но был арестован в Хорватии по европейскому ордеру. Последний из этих бойцов, известный как Ян П., скрывается за границей.

## Память
15 декабря 1991 года на шахте «Вуек» был установлен памятник погибшим шахтёрам — 33-метровый крест, посвящённый Девятерым с Вуека. На шахте установлены мемориальные знаки с их именами, работает музей. Именем Девятерых с Вуека названа улица катовицком районе Брынув, в городе установлены несколько мемориальных досок. Погибшие шахтёры награждены посмертно Крестом Свободы и Солидарности. Все осуждённые в 1982 году за участие в забастовке официально оправданы. Действует Общественный комитет памяти шахтёров «Вуек», в руководство которого входят участники событий — Станислав Платек, Мариан Глух, Кшиштоф Плющик.
35-ю годовщину событий на шахте «Вуек» в декабре 2016 года отметил специальной резолюцией Сейм Республики Польша. В 2018 году премьер-министр Польши Матеуш Моравецкий предоставил специальные льготы семнадцати раненым шахтёрам. начальник премьерской канцелярии Михал Дворчик сделал от имени главы правительства запись в Твиттере: «Польша помнит. Слава героям». 16 декабря 2020 году с речью перед памятником погибшим шахтёрам выступил премьер Моравецкий. Он заявил, что трагическая гибель горняков, отдавших жизнь за свободу, требует справедливого судебного воздаяния, и рано или поздно это будет сделано.
Оборона шахты «Вуек» 16 декабря 1981 легла в основу сюжета фильма «Смерть как ломтик хлеба» (1994 год) режиссёра Казимежа Куца. Сняты несколько документальных фильмов. 17 декабря 2016 в Международном конгресс-центре Катовице состоялся концерт Мы помним.
Институт национальной памяти называет усмирение шахты «Вуек» самым большим преступлением режима военного положения. Действия шахтёров рассматриваются как героический пример отстаивания свободы и достоинства.